# Championnat d'Amérique du Nord et des Caraïbes féminin de handball 2015
Navigation
Porto Rico 2017
Le Championnat d'Amérique du Nord et des Caraïbes 2015 est la 1re édition de cette compétition. Elle s'est déroulée du 24 au 28 mars 2015, à Salinas à Porto Rico.
Cuba remporte la compétition. Toutes les equipes, hormis la Martinique (en), sont qualifiées pour le Championnat panaméricain 2015.

## Tour préliminaire
|   | Équipe          | Pts | J | G | N | P | Bp  | Bc  | Diff |
| - | --------------- | --- | - | - | - | - | --- | --- | ---- |
| 1 | États-Unis      | 10  | 5 | 5 | 0 | 0 | 181 | 90  | 91   |
| 2 | Mexique         | 7   | 5 | 3 | 1 | 1 | 131 | 126 | 5    |
| 3 | Groenland       | 6   | 5 | 2 | 2 | 1 | 119 | 123 | -4   |
| 4 | États-Unis      | 5   | 5 | 2 | 1 | 2 | 124 | 142 | -18  |
| 5 | Martinique (en) | 1   | 5 | 0 | 1 | 4 | 106 | 136 | -30  |
| 6 | Porto Rico      | 1   | 5 | 0 | 1 | 4 | 120 | 164 | -44  |

| 30 March 2015 16h00 | États-Unis | 26–26   | Groenland     | Albergue Olimpico, Salinas |
| 30 March 2015 16h00 | Van Ryn 8  | (15–15) | Hansen (en) 9 | Albergue Olimpico, Salinas |
| 30 March 2015 16h00 | ×2 ×1      | Rapport | ×2 ×5         | Albergue Olimpico, Salinas |

| 30 March 2015 18h00 | Mexique         | 33–25   | Martinique (en) | Albergue Olimpico, Salinas |
| 30 March 2015 18h00 | Rocha, Zavala 6 | (14–9)  | Liroy, Bivard 6 | Albergue Olimpico, Salinas |
| 30 March 2015 18h00 | ×1 ×4           | Rapport | ×3 ×11 ×2       | Albergue Olimpico, Salinas |

| 30 March 2015 20h00 | Porto Rico     | 15–52   | Cuba      | Albergue Olimpico, Salinas |
| 30 March 2015 20h00 | Hiraldo (en) 4 | (11–23) | Camejo 12 | Albergue Olimpico, Salinas |
| 30 March 2015 20h00 | ×3 ×5          | Rapport | ×3 ×8 ×1  | Albergue Olimpico, Salinas |

| 31 March 2015 16h00 | Groenland   | 20–20   | Mexique    | Albergue Olimpico, Salinas |
| 31 March 2015 16h00 | Rasmussen 6 | (7–10)  | Saavedra 6 | Albergue Olimpico, Salinas |
| 31 March 2015 16h00 | ×2 ×3       | Rapport | ×3 ×1      | Albergue Olimpico, Salinas |

| 31 March 2015 18h00 | Cuba           | 35–15   | États-Unis | Albergue Olimpico, Salinas |
| 31 March 2015 18h00 | Lusson (en) 12 | (18–7)  | Gascon 5   | Albergue Olimpico, Salinas |
| 31 March 2015 18h00 | ×2 ×4          | Rapport | ×2 ×6      | Albergue Olimpico, Salinas |

| 31 March 2015 20h00 | Martinique (en) | 24–24   | Porto Rico      | Albergue Olimpico, Salinas |
| 31 March 2015 20h00 | Jean-Philippe 7 | (14–16) | Ceballos (en) 5 | Albergue Olimpico, Salinas |
| 31 March 2015 20h00 | ×3 ×6           | Rapport | ×2 ×5           | Albergue Olimpico, Salinas |

| 1 avril 16h00 | Cuba         | 33–17   | Martinique (en) | Albergue Olimpico, Salinas |
| 1 avril 16h00 | Reyes (en) 7 | (18–9)  | Jean-Philippe 5 | Albergue Olimpico, Salinas |
| 1 avril 16h00 | ×2 ×4        | Rapport | ×3 ×1           | Albergue Olimpico, Salinas |

| 1 avril 18h00 | Mexique             | 31–26   | États-Unis | Albergue Olimpico, Salinas |
| 1 avril 18h00 | Aguirre, Saavedra 6 | (18–16) | Gascon 5   | Albergue Olimpico, Salinas |
| 1 avril 18h00 | ×1                  | Rapport | ×2 ×6 ×1   | Albergue Olimpico, Salinas |

| 1 avril 20h00 | Groenland | 27–26   | Porto Rico     | Albergue Olimpico, Salinas |
| 1 avril 20h00 | Lyberth 6 | (13–12) | Hiraldo (en) 8 | Albergue Olimpico, Salinas |
| 1 avril 20h00 | ×1        | Rapport | ×2 ×6          | Albergue Olimpico, Salinas |

| 2 avril 16h00 | Cuba          | 29–19   | Mexique   | Albergue Olimpico, Salinas |
| 2 avril 16h00 | Reyes (en) 11 | (16–12) | Aguirre 6 | Albergue Olimpico, Salinas |
| 2 avril 16h00 | ×2 ×6 ×1      | Rapport | ×1 ×3     | Albergue Olimpico, Salinas |

| 2 avril 18h00 | Martinique (en) | 19–22   | Groenland   | Albergue Olimpico, Salinas |
| 2 avril 18h00 | Zide 6          | (10–11) | Rasmussen 7 | Albergue Olimpico, Salinas |
| 2 avril 18h00 | ×3 ×5           | Rapport | ×1 ×2       | Albergue Olimpico, Salinas |

| 2 avril 20h00 | Porto Rico                    | 29–33   | États-Unis | Albergue Olimpico, Salinas |
| 2 avril 20h00 | Ceballos (en), Hiraldo (en) 7 | (15–19) | Taylor 9   | Albergue Olimpico, Salinas |
| 2 avril 20h00 | ×2 ×3                         | Rapport | ×3 ×2      | Albergue Olimpico, Salinas |

| 4 avril 13h00 | Groenland   | 24–32   | Cuba            | Puerto Rico Convention Center, San Juan |
| 4 avril 13h00 | Rasmussen 9 | (8–18)  | Ramírez (en) 10 | Puerto Rico Convention Center, San Juan |
| 4 avril 13h00 | ×2 ×1       | Rapport | ×1              | Puerto Rico Convention Center, San Juan |

| 4 avril 15h00 | États-Unis         | 24–21   | Martinique (en) | Puerto Rico Convention Center, San Juan |
| 4 avril 15h00 | Taylor, Hartnett 5 | (11–11) | Jaune 6         | Puerto Rico Convention Center, San Juan |
| 4 avril 15h00 | ×3 ×2              | Rapport | ×1 ×4           | Puerto Rico Convention Center, San Juan |

| 4 avril 17h00 | Mexique     | 28–26   | Porto Rico    | Puerto Rico Convention Center, San Juan |
| 4 avril 17h00 | Jaramillo 8 | (14–14) | García (en) 7 | Puerto Rico Convention Center, San Juan |
| 4 avril 17h00 | ×1 ×7 ×1    | Rapport | ×3 ×5         | Puerto Rico Convention Center, San Juan |

## Phase finale

### Match pour la5eplace
| 5 avril 15h00 | Martinique (en)         | 18–27   | Porto Rico  | Puerto Rico Convention Center, San Juan |
| 5 avril 15h00 | Bivard, Jean-Philippe 4 | (10–10) | Pope (en) 7 | Puerto Rico Convention Center, San Juan |
| 5 avril 15h00 | ×3 ×8                   | Rapport | ×3 ×5       | Puerto Rico Convention Center, San Juan |

### Match pour la3eplace
| 5 avril 13h00 | Groenland | 23–27   | États-Unis | Puerto Rico Convention Center, San Juan |
| 5 avril 13h00 | Lyberth 5 | (14–10) | Darling 9  | Puerto Rico Convention Center, San Juan |
| 5 avril 13h00 | ×3 ×1     | Rapport | ×3         | Puerto Rico Convention Center, San Juan |

### Finale
| 5 avril 17h00 | Cuba     | 34–25   | Mexique     | Puerto Rico Convention Center, San Juan |
| 5 avril 17h00 | Camejo 7 | (18–11) | Jaramillo 6 | Puerto Rico Convention Center, San Juan |
| 5 avril 17h00 | ×2       | Rapport | ×3 ×2       | Puerto Rico Convention Center, San Juan |

## Classement final
| Rang                                 | Équipe          |
| ------------------------------------ | --------------- |
| Médaille d'or, Amérique du Nord      | Cuba            |
| Médaille d'argent, Amérique du Nord  | Mexique         |
| Médaille de bronze, Amérique du Nord | États-Unis      |
| 4                                    | Groenland       |
| 5                                    | Porto Rico      |
| 6                                    | Martinique (en) |